# MobiCat
MobiCat — пасажирське судно-катамаран з електричним приводом, швейцарської компанії  Navigation Lac de Bienne/Bielersee Schifffahrt. Спущено на воду в 2001 році.
MobiCat є найбільшим комерційним судном у світі, які отримують енергію від сонячних батарей.

## Основні характеристики
- Довжина: 33 м
- Ширина: 11,8 м
- Висота: 5 м
- Радіус дії: 120-170 км
- Вага нетто: 100 т
- Вага акумулятора: 2 x 5000 кг
- Потужність двигуна: 20 кВт
- Осадка (при повному завантаженні): 1,5 м
- Водотоннажність порожнього судна
- Максимальна швидкість: 22 км/год
- Середня швидкість: 14 км/год
- Силова установка: два електродвигуна по 81 кВт, сонячні панелі площею 180 м2
- Пасажиромісткість (повна/в закритих приміщеннях): 150/80 осіб